# Tram SPF serie 101-107
Le elettromotrici serie 101 a 107 della Società Anonima delle Piccole Ferrovie di Trieste (SPF) sono una serie di vetture tranviarie bidirezionali a carrelli, costruite per l'esercizio della tranvia Trieste-Opicina.
Rinumerate nel 1974 nella serie 401 a 407, appartengono oggi alla società Trieste Trasporti (TT).

## Storia
Le prime cinque elettromotrici, numerate da 101 a 105, furono costruite nel 1935 ed acquistate con il concorso dell'Amministrazione Comunale; la loro entrata in servizio consentì di adibire le precedenti vetture a due assi ai servizi merci e di manovra, e di migliorare i tempi di percorrenza della linea.
Nel 1942, per smaltire l'aumento di traffico originato dagli eventi bellici, vennero costruite altre due unità, numerate 106 e 107.
In seguito ai mutamenti societari succedutisi nel tempo, le elettromotrici passarono nel 1961 al Servizio Comunale Trenovia (SCT) e nel 1970 all'Azienda Comunale Elettricità Gas e Tranvie (ACEGAT), che nel 1974 le rinumerò da 401 a 407. L'anno successivo l'unità 403 venne radiata e demolita a causa dei danni riportati in un incidente.
Attualmente le restanti sei vetture sono tuttora in servizio regolare.

## Caratteristiche
Si tratta di vetture bidirezionali a carrelli, curiosamente con porte da un solo lato, sul quale sono posti tutti i marciapiedi di fermata.
Furono costruite dall'Officina Meccanica della Stanga di Padova, con parte elettrica TIBB e carrelli Brill.